# Liste des villes d'Irlande
Cet article concerne l'île d'Irlande. Pour l'État indépendant, voir Liste des villes de l'État d'Irlande. Pour l'Irlande du Nord, voir Liste des villes d'Irlande du Nord.
Pour une liste alphabétique des localités, voir Liste des localités d'Irlande.
| 100 km1:3 186 000 Capitale d'État ou de nation britannique Population > 75 000 hab. Population > 30 000 hab. Population < 30 000 hab. |

| Localisation de l'Irlande (île) en Europe |

| 100 km1:3 186 000 Capitale d'État ou de nation britannique Population > 75 000 hab. Population > 30 000 hab. Population < 30 000 hab. |

| Localisation de l'Irlande (île) en Europe |

Cette liste des villes d'Irlande présente la liste des localités de l'île d'Irlande (État d'Irlande et Irlande du Nord) comptant au moins 10 000 habitants.

## Liste
- Ville d'Irlande du Nord

| Rang | Nom                           | Nom en irlandais                             | Nom en scots d'Ulster             | Population intra-muros | Population de l'agglomération | Comté                | Province | Coordonnées                 |
| ---- | ----------------------------- | -------------------------------------------- | --------------------------------- | ---------------------- | ----------------------------- | -------------------- | -------- | --------------------------- |
| 1    | Dublin                        | Baile Átha Cliath                            |                                   | 554 554                | 1 173 179                     | Dublin               | Leinster | 53° 21′ N, 6° 16′ O         |
| 2    | Belfast                       | Béal Feirste                                 | Bilfawst/Bilfaust                 | 341 877                | 595 879                       | Antrim / Down        | Ulster   | 54° 35′ 47″ N, 5° 55′ 48″ O |
| 3    | Cork                          | Corcaigh                                     |                                   | 125 622                | 208 669                       | Cork                 | Munster  | 51° 53′ 50″ N, 8° 28′ 12″ O |
| 4    | Limerick                      | Luimneach                                    |                                   | 94 192                 | 94 192                        | Limerick / Clare     | Munster  | 52° 39′ 55″ N, 8° 37′ 26″ O |
| 5    | Londonderry/Derry             | Doire/Doire Cholmcille                       | Lunnonderrie/Derrie               | 93 512                 | 105 066                       | Londonderry/Derry    | Ulster   | 54° 59′ 45″ N, 7° 18′ 27″ O |
| 6    | Galway                        | Gaillimh                                     |                                   | 79 934                 | 79 934                        | Galway               | Connacht | 53° 16′ 19″ N, 9° 02′ 56″ O |
| 7    | Newtownabbey                  | Baile na Mainistreach                        |                                   | 65 646                 | 65 646                        | Antrim               | Ulster   | 54° 39′ 25″ N, 5° 54′ 25″ O |
| 8    | Bangor                        | Beannchar                                    | Bengor                            | 61 011                 | 61 011                        | Down                 | Ulster   | 54° 40′ N, 5° 40′ O         |
| 9    | Waterford                     | Port Láirge                                  |                                   | 53 504                 | 53 504                        | Waterford / Kilkenny | Munster  | 52° 15′ 24″ N, 7° 07′ 45″ O |
| 10   | Lisburn                       | Lios na gCearrbhach                          |                                   | 45 370                 | 45 370                        | Antrim / Down        | Ulster   | 54° 30′ 43″ N, 6° 01′ 52″ O |
| 11   | Drogheda                      | Droichead Átha                               |                                   | 40 956                 | 40 956                        | Louth / Meath        | Leinster | 53° 42′ 50″ N, 6° 21′ 00″ O |
| 12   | Swords                        | Sord/Sord Cholmcille                         |                                   | 39 248                 | 39 248                        | Dublin (Fingal)      | Leinster | 53° 27′ 35″ N, 6° 13′ 05″ O |
| 13   | Dundalk                       | Dún Dealgan                                  |                                   | 39 004                 | 39 004                        | Louth                | Leinster | 54° 00′ 32″ N, 6° 24′ 18″ O |
| 14   | Bray                          | Bré                                          |                                   | 32 600                 | 32 600                        | Wicklow              | Leinster | 53° 12′ 04″ N, 6° 06′ 41″ O |
| 15   | Navan                         | An Uaimh                                     |                                   | 30 173                 | 30 173                        | Meath                | Leinster | 53° 39′ 10″ N, 6° 40′ 53″ O |
| 16   | Ballymena                     | An Baile Meánach                             | Bellamaina/Bellamena/Seiven Tours | 29 551                 | 29 551                        | Antrim               | Ulster   | 54° 52′ N, 6° 17′ O         |
| 17   | Newtownards                   | Baile Nua na hArda                           | Newton/Newtonairds                | 28 050                 | 28 050                        | Down                 | Ulster   | 54° 35′ 28″ N, 5° 40′ 48″ O |
| 18   | Carrickfergus                 | Carraig Fhearghais                           | Carrick/Craigfergus               | 27 998                 | 27 998                        | Antrim               | Ulster   | 54° 42′ 58″ N, 5° 48′ 32″ O |
| 19   | Newry                         | Iúr Cinn Trá/An tIúr                         | Newrie                            | 26 967                 | 26 967                        | Down                 | Ulster   | 54° 10′ 34″ N, 6° 20′ 56″ O |
| 20   | Kilkenny                      | Cill Chainnigh                               |                                   | 26 512                 | 26 512                        | Kilkenny             | Leinster | 52° 38′ 52″ N, 7° 15′ 22″ O |
| 21   | Ennis                         | Inis                                         |                                   | 25 276                 | 25 276                        | Clare                | Munster  | 52° 50′ 47″ N, 8° 58′ 51″ O |
| 22   | Coleraine                     | Cúil Rathain                                 | Cowlrain/Cowlraine                | 24 634                 | 24 634                        | Londonderry/Derry    | Ulster   | 55° 07′ 59″ N, 6° 39′ 40″ O |
| 23   | Carlow                        | Ceatharlach                                  |                                   | 24 272                 | 24 272                        | Carlow               | Leinster | 52° 49′ 50″ N, 6° 55′ 54″ O |
| 24   | Tralee                        | Trá Lí                                       |                                   | 23 691                 | 23 691                        | Kerry                | Munster  | 52° 16′ 03″ N, 9° 41′ 46″ O |
| 25   | Antrim                        | Aontroim                                     | Antrìm/Anthrim/Entrim             | 23 375                 | 23 375                        | Antrim               | Ulster   | 54° 43′ 02″ N, 6° 12′ 20″ O |
| 26   | Newbridge                     | Droichead Nua                                |                                   | 22 742                 | 22 742                        | Kildare              | Leinster | 53° 10′ 50″ N, 6° 47′ 45″ O |
| 27   | Portadown                     | Port a' Dúnáin                               | Portadoun/Portadoon               | 22 100                 | 22 100                        | Armagh               | Ulster   | 54° 25′ 16″ N, 6° 27′ 30″ O |
| 28   | Portlaoise                    | Port Laoise                                  |                                   | 22 050                 | 22 050                        | Laois                | Leinster | 53° 01′ 51″ N, 7° 18′ 03″ O |
| 29   | Balbriggan                    | Baile Brigín                                 |                                   | 21 722                 | 21 722                        | Dublin (Fingal)      | Leinster | 53° 36′ 36″ N, 6° 11′ 02″ O |
| 30   | Naas                          | An Nás/Nás na Ríogh                          |                                   | 21 393                 | 21 393                        | Kildare              | Leinster | 53° 13′ 01″ N, 6° 39′ 47″ O |
| 31   | Athlone                       | Baile Átha Luain                             |                                   | 21 349                 | 21 349                        | Westmeath            | Leinster | 53° 25′ 25″ N, 7° 56′ 33″ O |
| 32   | Mullingar                     | An Muileann gCearr                           |                                   | 20 928                 | 20 928                        | Westmeath            | Leinster | 53° 31′ 21″ N, 7° 20′ 16″ O |
| 33   | Celbridge                     | Cill Droichid                                |                                   | 20 288                 | 20 288                        | Kildare              | Leinster | 53° 20′ 17″ N, 6° 32′ 20″ O |
| 34   | Wexford                       | Loch Garman                                  |                                   | 20 188                 | 20 188                        | Wexford              | Leinster | 52° 20′ 03″ N, 6° 27′ 27″ O |
| 35   | Omagh                         | An Ómaigh                                    | Omey                              | 19 659                 | 19 659                        | Tyrone               | Ulster   | 54° 35′ 53″ N, 7° 18′ 32″ O |
| 36   | Letterkenny                   | Leitir Ceanainn                              |                                   | 19 274                 | 19 274                        | Donegal              | Ulster   | 54° 57′ 24″ N, 7° 43′ 13″ O |
| 37   | Sligo                         | Sligeach                                     |                                   | 19 199                 | 19 199                        | Sligo                | Connacht | 54° 16′ 00″ N, 8° 29′ 00″ O |
| 38   | Larne                         | Latharna                                     | Lairne                            | 18 755                 | 18 755                        | Antrim               | Ulster   | 54° 51′ 06″ N, 5° 48′ 48″ O |
| 39   | Greystones                    | Na Clocha Liatha                             |                                   | 18 140                 | 18 140                        | Wicklow              | Leinster | 53° 08′ 38″ N, 6° 04′ 19″ O |
| 40   | Clonmel                       | Cluain Meala                                 |                                   | 17 140                 | 17 140                        | Tipperary            | Munster  | 52° 21′ 14″ N, 7° 42′ 42″ O |
| 41   | Banbridge                     | Droichead na Banna                           | Bannbrig                          | 16 637                 | 16 637                        | Down                 | Ulster   | 54° 20′ 56″ N, 6° 16′ 12″ O |
| 42   | Malahide                      | Mullach Íde                                  |                                   | 16 550                 | 16 550                        | Dublin (Fingal)      | Leinster | 53° 27′ 03″ N, 6° 09′ 16″ O |
| 43   | Carrigaline                   | Carraig Uí Leighin                           |                                   | 15 770                 | 15 770                        | Cork                 | Munster  | 51° 49′ 00″ N, 8° 23′ 26″ O |
| 44   | Leixlip                       | Léim an Bhradáin                             |                                   | 15 504                 | 15 504                        | Kildare              | Leinster | 53° 21′ 51″ N, 6° 29′ 17″ O |
| 45   | Armagh                        | Ard Mhacha                                   | Airmagh                           | 14 777                 | 14 777                        | Armagh               | Ulster   | 54° 21′ 00″ N, 6° 39′ 17″ O |
| 46   | Tullamore                     | Tulach Mhór                                  |                                   | 14 607                 | 14 607                        | Offaly               | Leinster | 53° 16′ 00″ N, 7° 30′ 00″ O |
| 47   | Maynooth                      | Maigh Nuad                                   |                                   | 14 585                 | 14 585                        | Kildare              | Leinster | 53° 22′ 54″ N, 6° 35′ 28″ O |
| 48   | Killarney                     | Cill Airne                                   |                                   | 14 504                 | 14 504                        | Kerry                | Munster  | 52° 03′ 32″ N, 9° 30′ 26″ O |
| 49   | Dungannon                     | Dún Geanainn                                 |                                   | 14 340                 | 14 340                        | Tyrone               | Ulster   | 54° 30′ N, 6° 46′ O         |
| 50   | Enniskillen                   | Inis Ceithleann                              | Inniskillin                       | 13 823                 | 13 823                        | Fermanagh            | Ulster   | 54° 20′ 42″ N, 7° 38′ 24″ O |
| 51   | Strabane                      | An Srath Bán                                 | Stràbane                          | 13 172                 | 13 172                        | Tyrone               | Ulster   | 54° 50′ N, 7° 28′ O         |
| 52   | Arklow                        | An tInbhear Mór                              |                                   | 13 163                 | 13 163                        | Wicklow              | Leinster | 52° 47′ 39″ N, 6° 09′ 54″ O |
| 53   | Cobh                          | An Cóbh                                      |                                   | 12 800                 | 12 800                        | Cork                 | Munster  | 51° 51′ 04″ N, 8° 17′ 48″ O |
| 54   | Ashbourne                     | Cill Dhéagláin                               |                                   | 12 679                 | 12 679                        | Meath                | Leinster | 53° 30′ 43″ N, 6° 23′ 53″ O |
| 55   | Midleton                      | Mainistir na Corann                          |                                   | 12 496                 | 12 496                        | Cork                 | Munster  | 51° 54′ 58″ N, 8° 10′ 30″ O |
| 56   | Mallow                        | Mala                                         |                                   | 12 459                 | 12 459                        | Cork                 | Munster  | 52° 07′ 52″ N, 8° 38′ 29″ O |
| 57   | Castlebar                     | Caisleán an Bharraigh                        |                                   | 12 068                 | 12 068                        | Mayo                 | Connacht | 53° 51′ 39″ N, 9° 17′ 56″ O |
| 58   | Limavady                      | Léim a' Mhadaidh                             | Limavadie                         | 12 032                 | 12 032                        | Londonderry/Derry    | Ulster   | 55° 03′ 11″ N, 6° 56′ 46″ O |
| 59   | Laytown-Bettystown-Mornington | An Inse–Baile an Bhiataigh–Baile Uí Mhornáin |                                   | 11 872                 | 11 872                        | Meath                | Leinster | 53° 41′ 55″ N, 6° 14′ 41″ O |
| 60   | Cookstown                     | An Chorr Chríochach                          | Cookestoun/Cookstoon              | 11 599                 | 11 599                        | Tyrone               | Ulster   | 54° 38′ 49″ N, 6° 44′ 42″ O |